# 飓风伊塞莱
颶風伊塞萊（英語：Hurricane Iselle），也譯作颶風依莎娜，是有歷史記錄以來登陸夏威夷大島最強的熱帶氣旋。2014年太平洋颶風季的第十一個被命名的風暴，伊塞萊在2014年7月31日於墨西哥西南方的一片不穏定天氣的地區發展。假設氣旋在其存在的時間保持一個西北偏西的路線，大致有利的大氣條件允許其逐漸增強，氣旋在形成後一天達到颶風狀態。氣旋在接下來數天繼續增強，直到8月4日，當伊塞萊達到最大持續風速為每小時220公里，最低氣壓為947毫巴（百帕；27.96英寸汞柱）的最高強度，這使其成為四級颶風。此後，伊塞萊遇到了惡劣的環境條件，並迅速減弱，期後在8月8日以中等熱帶風暴的強度登陸大島。氣旋通過島嶼期間受到干擾，伊塞萊後來在8月9日消散。
早在8月2日，因為預計風暴有可能在夏威夷登陸，所以夏威夷居民普遍採取了預防措施。時任州長尼尔·阿伯克龙比簽署了緊急公告，許多政府設施關閉。數間航空公司取消了為該群島提供服務的航班。登陸時，伊塞萊帶來暴雨和造成強風，導致大量停電和樹木倒塌。風暴造成重大的農作物損失，估計為7920萬（2014年美元），包括該州失去60%的番木瓜。這足以被歸類為農業災難，最初被聯邦緊急事務管理署否認，但期後該管理署宣佈此為災難。由於水災，風暴也在考艾岛造成一人死亡。

## 氣象歷史
2014年7月下旬，電腦模型開始顯示墨西哥西南沿海地區可能有低氣壓區形成，促使國家颶風中心在7月24日對該區的熱帶氣旋發展的概率評估為低。這些預測在7月28日開始實現，當時一股與东风波有關的雷暴在墨西哥沿岸發展。在有利條件下向西移動，該系統在接下來的幾天內組織起來。一熱帶低氣壓在7月31日中午12時形成。六小時後，基於系統的組織以及MetOp-B散射儀探測到的熱帶風暴的風力，國家颶風中心將低氣壓升級為熱帶風暴伊塞萊。當時伊塞萊位於下加利福尼亞半島最南端西南方約1,730公里。系統形成後穩定地增強，國家颶風中心指出風暴有快速增强的可能性。8月1日，伊塞萊開始發展出風眼，這種漸進的組織模式促使國家颶風中心在翌日凌晨0時將風暴升級至颶風標準。
雖然有利的條件使伊塞萊在發展早期不受限制地增強，中度风切变在8月2日對颶風造成短暫影響，阻止雷暴的加強並使風暴的垂直外形變得略微畸形。不過，這些情況隨後很快就消失，允許伊塞萊在當天晚上恢復加強並達到二級颶風標準。隨著風切變不再影響伊塞萊的組織，熱帶氣旋逐漸變得更加對稱，使颶風曾經粗糙的風眼清除雲層覆蓋，風暴在8月3日加強至大型颶風標準。獲得一些環狀熱帶氣旋特徵，伊塞萊在8月4日中午12時達到四級標準。隨後伊塞萊在晚上6時達到最大持續風速每小時220公里、最低氣壓947毫巴（百帕；27.96英寸汞柱）的最高強度。與此同時，颶風擁有一直徑45公里的風眼。

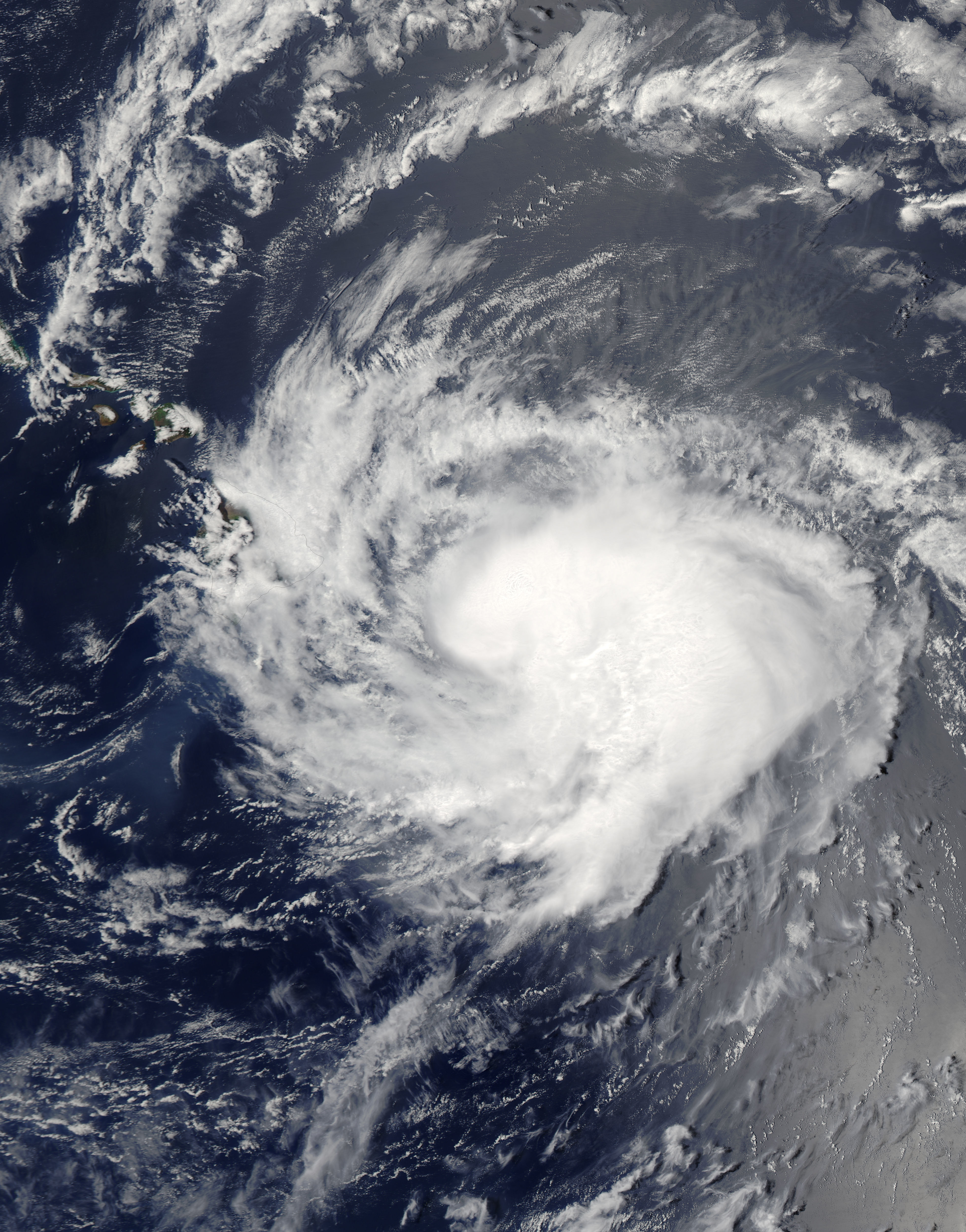
正在減弱的颶風伊塞萊在8月7日逼近夏威夷

達到最高強度後，受較強的風切變和較低的海面溫度兩方面影響，伊塞萊開始緩緩地減弱，風暴在8月5日早上跌至低於四級標準。持續的風切變導致風暴進一步衰退，其風眼外觀變得粗糙。當天晚上6時，國家颶風中心將伊塞萊降級至低於大型颶風標準。8月6日凌晨0時，預報責任從國家颶風中心轉移到中太平洋颶風中心。雖然此後風切變開始減少，但是充足的乾空氣導致伊塞萊迅速減弱，在8月6日跌至一級標準。然而，受抑制的風切變使颶風在靠近夏威夷州期間能夠重新組織並保持一大型風眼，伊塞萊在8月7日凌晨0時達到風力時速155公里的第二波最高強度。8月7日，風暴北面的上層槽導致風切變增強，風暴的風眼消失，中太平洋颶風中心估計伊塞萊減弱至颶風的最低標準。系統受強烈風切變破壞，伊塞萊在翌日減弱為熱帶風暴，隨後在中午12時30分以風力時速95公里在大島的考烏海岸登陸。該島的山脈地形在很大程度上擾亂伊塞萊的主要氣旋環流，中太平洋颶風中心注意到夏威夷群島以南出現小漩渦。由於風暴中心不再有持續的雷暴活動，中太平洋颶風中心在8月9日決定將伊塞萊降級為殘留低氣壓區，當時，該擾動集結在檀香山西南偏西約320公里。伊塞萊的殘留低氣壓在兩天後消散。

## 防災措施
8月5日晚上9時，中太平洋颶風中心為夏威夷島發佈熱帶風暴觀察預警；早在8月2日，國家颶風中心發布的預測表明伊塞萊有在夏威夷群島上空或附近經過的可能性。隨著颶風越來越靠近群島，觀察預警向西延伸至歐胡島。與伊塞萊相關的首個颶風警告在8月6日向夏威夷縣發佈。當晚，茂宜島、摩洛凱島、拉奈島、卡胡拉威島和歐胡島接獲熱帶風暴警告。8月7日早上，熱帶風暴警告延伸至考艾岛，使所有夏威夷群島的主要島嶼均處於熱帶氣旋警告之下。水災的可能性亦導致整個群島收到山洪暴發觀察預警。8月9日，隨着伊塞萊不再對這些島嶼構成威脅，所有警告均被解除。

熱帶風暴伊塞萊在8月8日的紅外線衛星動畫，顯示其正影響夏威夷

由於伊塞萊和颶風胡里奧均有可能帶來影響，夏威夷州州長尼尔·阿伯克龙比簽署緊急命令，從而為將來的救援和減災解行動分配資源。茂宜縣縣長艾倫·阿拉卡瓦宣佈該縣進入紧急状态。由於面臨風暴即將來臨的威脅，高度逼切感促使居民儲備必需品。雖然沒有計劃進行強制撤離，但夏威夷縣低窪地區的居民因风暴潮和水災威脅而被要求撤離。沿海考烏和普納地區的居民收到建議採取預防措施，並在必要時撤離到高地。由於預計一些海面的海浪將達到3至4.6米，美国海岸警卫队敦促船民和海員小心駕駛。海岸警衛隊還準備關閉部分夏威夷縣和茂宜縣的港口。
在茂宜县，夏威夷州教育部下令關閉所有學校並開放一些設施作緊急避難所。該部門亦關閉所有夏威夷縣的公立學校。夏威夷大学和夏威夷社區學院均在伊塞萊來襲期間關閉他們的校園。夏威夷土地及自然資源部關閉夏威夷縣和茂宜縣的所有管理土地，並關閉了歐胡島和考艾島的一些露營地和荒野地區。夏威夷縣的所有州辦事處和法院大樓均關閉，只保留必要的工作人員。雖然夏威夷航空沒有取消其航班，但該航空豁免收取乘客在伊塞萊來襲期間更改航班的費用。聯合航空和海島航空其後來採取相同的調節措施。後者在8月7日取消所有夏威夷州的本地航班，但飛往考艾岛的航班除外；隨著伊塞萊的威脅越來越大，美國航空和眾多其他航空也紛紛跟隨。救世軍為準備伊塞萊的救援行動，在夏威夷州準備資源。

## 影響
伊塞萊經過時，除尼豪島外，該州的大部分地區均受熱帶風暴強度的風力影響，夏威夷群島其餘島嶼的陣風均超過每小時63公里。颶風程度的風力確認在大島上的茂纳凯亚火山出現，觀測到每小時146公里的陣風。大部分南部島嶼均受暴雨影響，大島某些地區的雨量由於伊塞萊背面南風的地形抬升而超過300毫米。最高總雨量出現在哈卡勞森林國家野生動物保護區，觀察到387毫米的雨量。島嶼上背風面地區的降雨量明顯較少；在風暴經過時，科納國際機場僅錄得1毫米的雨量。考艾島有數個地區的降雨量超過150毫米，美國地質調查局在基洛哈納山脊（Kilohana Ridge）沿線的測站觀察到最大降雨量為243毫米。歐胡島北部最高點的總雨量為107毫米，而摩洛凱島和拉奈島僅錄得微量的雨量。來自颶風伊塞萊和胡里奧的湧浪亦在夏威夷群島東岸產生出1.8至3米的海浪。

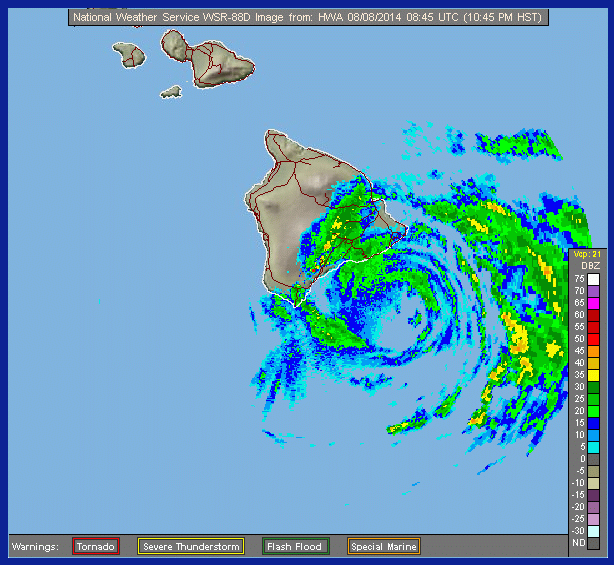
8月8日，伊塞萊在登陸前不久的雷達圖像

伊塞萊在大島的東岸帶來具破壞性的衝浪。強風將希洛附近的房屋屋頂呚開，並使樹木倒塌。強風還吹倒電線，造成大範圍停電，影響約23,000名電力客戶。普納（Puna）一所地熱發電廠在失去電力後釋放出有毒的硫化氫氣體，促使官員敦促附近地區的居民逃離，但附近的一些居民仍有健康影響的報告。茂宜島庫拉的一家水處理廠亦因停電而關閉，使該地區的供水受限。伊塞萊的強風也破壞約1,000棵咖啡樹和2,000多棵澳大利亚坚果樹。番木瓜農作物的損失最大，全州約有60％的農作物遭到破壞，虧損達$5500萬（2014年美元）。其他農作物包括咖啡、澳大利亞堅果和鮮花亦遭破壞，該州農作物的總體損失估計為6600萬美元。只有一宗已知的死亡事件是由風暴直接引起——一名19歲的女子在已封閉的州立公園遠足時被洪水沖走。超過250名業主有損毀報告，至少有11所房屋被毀、28所房屋受到嚴重破壞。公共損失和清除瓦礫的費用估計為1320萬美元。夏威夷州的損失總額介乎1.48億至3.25億美元之間。
由於伊塞萊帶來威脅，副州長候選人華納·薩頓（Warner Sutton）要求州長尼尔·阿伯克龙比延遲8月9日的初選。不過州長拒絕這要求，而初選則按計劃進行。然而，大島上兩個通往投票站的道路遭風暴破壞，促使官員透過這些地區的缺席投票來決定選舉。現任參議員布萊恩·夏茲和女國會議員科琳·哈納布薩之間舉行激烈的競選後，參議院初選與州長初選同日舉行，夏茲僅領先1,635票，兩者的票數過於接近。因此，選舉取決於兩個已關閉的投票站，超過8,000人可以選擇透過郵件投票。後來改為在8月15日親自投票，縱然哈納布薩的競選活動因風暴帶來的損失而遇到挑戰，而夏茲最終獲勝。夏威夷美國公民自由聯盟後來就如何處理選舉起訴州政府。

## 善後及記錄

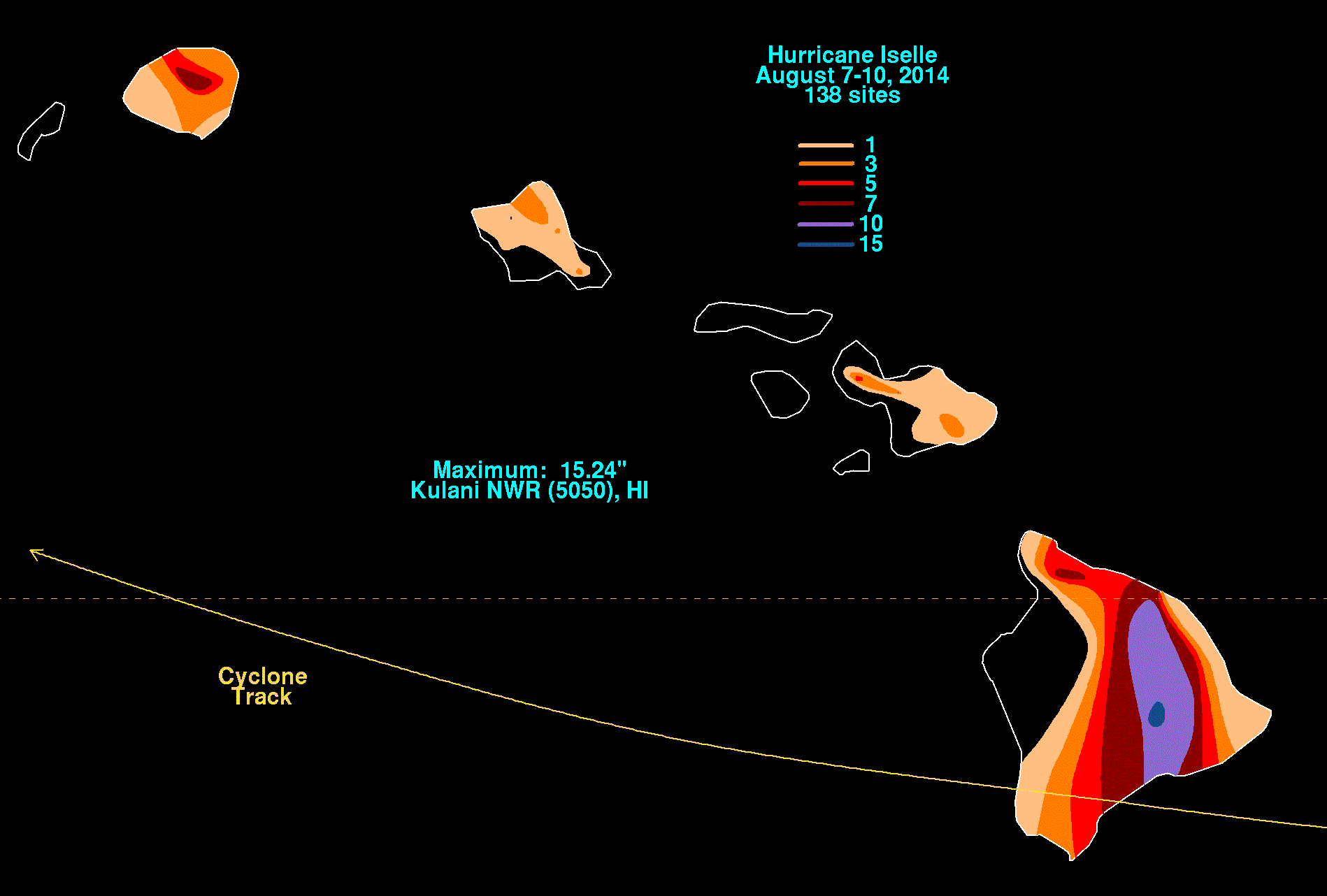
颶風伊塞萊在夏威夷的降雨量圖表

風暴過後，夏威夷電力實業致力恢復大島的電力供應，派遣卡車上道路清除樹木和碎片。截至8月20日，99％的用戶已恢復供電，但風暴過後12天仍有1,100名居民沒有電力供應。直到9月11日（風暴後大約五星期），才恢復所有供電。風暴過後的調查顯示，伊塞萊造成的破壞主要是來自島上非原生的樹木，在強風下降低抗風功能並被吹斷。風暴過後，夏威夷各地的居民透過夏威夷島聯合之路（Hawaii Island United Way）捐款以幫助受害者，共籌得超過8萬美元。當地慈善機構向3,000多個家庭派發2,300公斤的食物。
聯邦緊急事務管理署在8月19日完成房屋災害調查，是宣佈進入聯邦災難的第一步。由於風暴帶來的損失，眾議院女議員圖爾西·加巴德說「我敦促聯邦緊急事務管理、夏威夷縣、州長和總統奧巴馬盡快宣布伊塞萊帶來的破壞是一場自然災害，以便普納人能夠立刻得到救助」。8月25日，在國家耗盡其災難基金後，州長阿伯克龍比正式要求聯邦援助，但由於破壞不足，聯邦緊急事務管理署拒絕其要求。不過，農業部長汤姆·维尔萨克宣布該州出現農業災難，促使小企業管理局可向小企業發放聯邦災難貸款。聯邦緊急事務管理署的決定在9月12日獲撤銷，當時聯邦政府已批准重建公共建築，以及未來的減災措施的援助。
當伊塞萊以風力時速95公里登陸大島時，它成為有史以來吹襲該島最強的熱帶氣旋，以及以熱帶風暴或更高強度吹襲該島僅有的三場風暴之一，其餘兩場分別為1958年的第七號熱帶風暴及2016年熱帶風暴達比。如果伊塞萊能以颶風標準登陸，那將會是大島首次遭颶風吹襲。風暴估計損失介乎$1.48億至$3.25億之間（2014年美元），伊塞萊成為美國夏威夷州第三損失最大的熱帶氣旋，即使計入通貨膨脹。對該州造成更大破壞的熱帶氣旋是1982年飓风伊娃和1992年颶風伊尼基。此外，伊塞萊是登陸夏威夷主要島嶼的第三強勁的熱帶氣旋，僅次於颶風黛蒂和伊尼基。

## 外部連結
- 國家颶風中心有關伊塞萊公告的存檔 （页面存档备份，存于）
- 國家颶風中心有關伊塞萊圖像的存檔 （页面存档备份，存于）